# پورا، تارلاک
پورا، تارلاک (به لاتین: Pura, Tarlac) یک منطقهٔ مسکونی در فیلیپین است که در تارلاک واقع شده‌است.